# Vandalberto

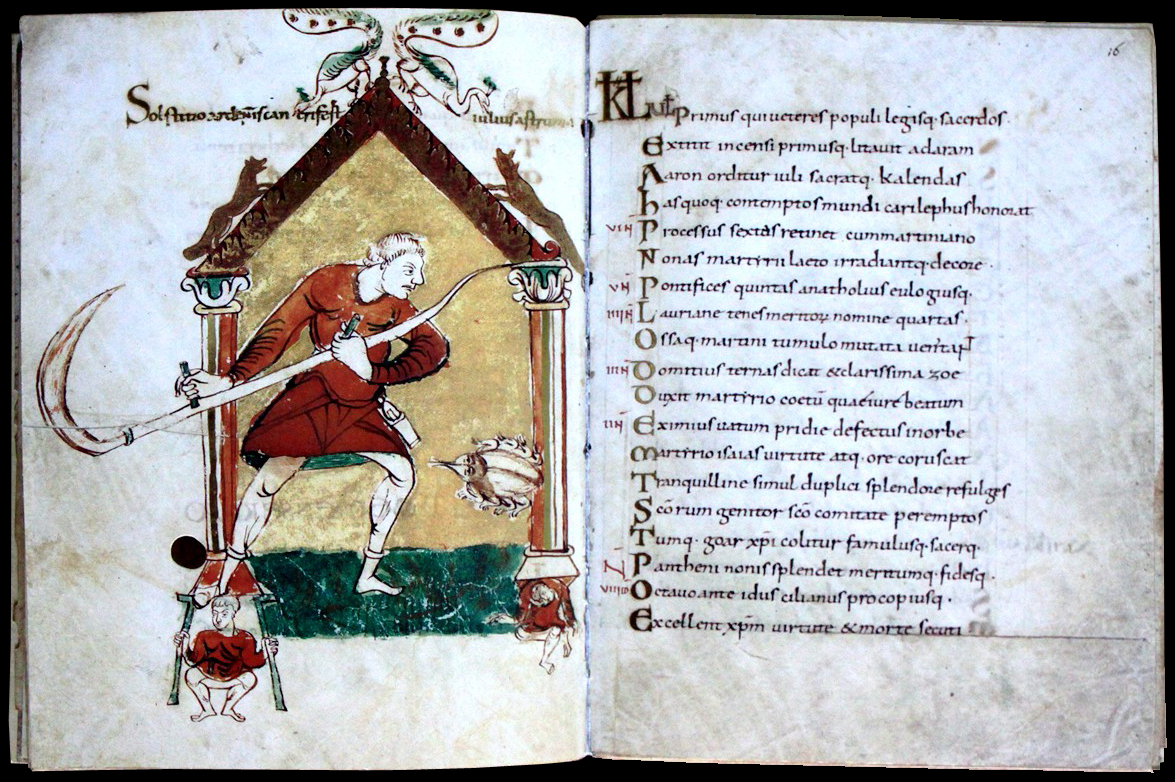
Wandalbert von Prüm em Reichenau, aproximadamente em 855

Vandalberto de Prüm, O.S.B. (em latim: Wandalbertus Prumiensis; 813–depois de 850) foi um monge beneditino e teólogo de Prüm. Pouco se sabe sobre sua história pessoa, exceto que era aparentemente um nativo da Frância e que já era um monge na Abadia de Prüm em 839, onde morreu. Neste ano, o abade Markward pediu que ele reescrevesse a antiga biografia de São Goar, suplementando-a com um relato dos milagres operados pelo santo. O resultado foi uma "Vita" que tem valor histórico.
Uma segunda obra, um martirológio em verso foi terminado por volta de 848. Escrito a pedido de Otrich, um sacerdote de Colônia, e contou com a ajuda de seu amigo Floro de Lyon. A obra é baseada em outras mais antigas, especialmente a do Venerável Beda. Está organizada na forma de um calendário com um breve relato para cada dia da vida e morte de um ou mais santos. Junto com o martirológio estão poemas nos meses e seus signos, sobre as várias atividades agriculturais, as estações de caça, pesca, cultivo de frutas, dos campos e vinhedos, além das horas da Igreja. O poesia é, de maneira geral, uniforme e monótona e as passagens mais graciosas são as que descrevem a natureza.
Vandalberto também escreveu uma obra (perdida) sobre a missa.